# Échirolles
Echirolles – miejscowość i gmina we Francji, w regionie Owernia-Rodan-Alpy, w departamencie Isère.
Według danych na rok 1990 gminę zamieszkiwało 34 435 osób, a gęstość zaludnienia wynosiła 4381 osób/km² (wśród 2880 gmin regionu Rodan-Alpy Echirolles plasuje się na 16. miejscu pod względem liczby ludności, natomiast pod względem powierzchni na miejscu 1290.).